# Cuándo (danza)
El cuándo es un estilo musical y una danza folklórica nativa originaria de las provincias andinas y centrales de Argentina. El general José de San Martín la llevó a Chile, donde tuvo amplia aceptación y se imprimió por primera vez su música.
Se trata de una danza de pareja suelta que tiene la particularidad de estar integrada por dos ritmos, primero un ritmo lento con forma de minué y luego un ritmo alegre con forma de gato.
Su nombre hace referencia de modo picaresco a la primera relación amorosa de un hombre con su compañera, utilizando para ello un verso característico de este estilo que dice: «Ay, ¿cuándo, mi vida? ¿Cuándo?».
El cuándo integra un grupo de danzas sudamericanas aparecidas en la época de la Guerra de Independencia Hispanoamericana, que se caracterizaron por la acriollización de formas musicales y coreográficas europeas.
En este caso se trata de una modificación de la gavota francesa, danza de palacio integrada por dos partes: un minué y un allegro. En el cuándo, el allegro toma forma de gato.
La danza es originaria de la región occidental de la Argentina, no habiéndose desarrollado en Buenos Aires ni en las provincias litoraleñas.
En 1817, en el marco de la Guerra de Independencia de la dominación española, el libertador José de San Martín llevó esta danza a Chile, donde tuvo un gran desarrollo. El historiador chileno José Zapiola, dice al respecto:

San Martín, con su ejército, en 1817, nos trajo el cielito, el pericón, la sajuriana y el cuándo, especie de minuet que al final tenía su allegro.

## Características
La danza se caracteriza por alternar una etapa lenta y formal en ritmo de minué, seguido de una etapa ligera y desenfadada, en ritmo de allegro, con la forma estilística de un gato.
Es esta segunda parte la que otorga a la danza sus elementos característicos, y sobre todo picarescos, y donde el hombre pregunta a la mujer: «Ay, ¿cuándo, mi vida, cuándo?», con evidente doble sentido y significación amorosa. De este modo, la lentitud y formalidad del minué, funcionan como un preludio exasperante para el hombre, que explota humorísticamente en el gato, donde realiza la irrespetuosa pregunta.
Una copla tipo del cuándo es la siguiente:

Ay cuándo será ese día,
de aquella feliz mañana,
que nos lleven a los dos
el matecito a la cama.
Cuándo, cuándo
Ay cuándo mi vida cuándo.
Cuándo, cuándo.
Ay, cuándo mi vida cuándo.

## Clasificación
El cuándo es una danza de salón de movimientos lentos-vivos, de parejas sueltas e individual. Se baila con castañetas, paso básico y paso aminuetado. Se baila en la 3.ª colocación.
Fue bailado en las ciudades y en el campo de la zona cuyana, en las provincias de Córdoba, Santiago del Estero, Tucumán y tal vez en algunas otras de la región occidental, desde principios hasta mediados del siglo XIX.
Es posible que San Martín lo introdujera en Chile (conjuntamente con el cielito, el pericón y la sajuriana).

## Indumentaria
Dama: medias de muselina y escarpines. Vestido de seda de colores lisos y estampados (de los llamados "brocatos moaré"), talle a la cintura, muy estrecho y ceñido hasta el busto; escote muy amplio, mangas anchísimas sobre los hombros y estrechas en el antebrazo; adorno de cordoncitos y pequeños botones.
Peinado: muy alto, separado en bandas sobre la frente, con rellenos para abultarlo a los costados. Peineta muy grande sosteniendo flores o moños.
Adornos: collares, aros de caravana y gran medallón sostenido debajo del cinturón (o suelto, por un largo cordón de seda).
Caballero: medias blancas, zapatos negros escotados. Pantalón de gabardina de colores claros. Camisa blanca con tabloncito y pequeño volado en la abotonadura. Chaleco de seda de colores claros con estampados pequeños, de corte cruzado o derecho y solapas. Cuello alto y almidonado. Corbata forma moño, ancho, de seda, blanca. Cabello no demasiado corto y largas patillas.

## Coreografía
Es una danza de pareja suelta e independiente, con dos partes coreográficas claramente diferenciadas:
a) el minué; y
b) el allegro, en ritmo de gato.
Utiliza para la coreografía gran cantidad de pasos: "grave simple (iniciado con pie derecho), pasos naturales y paso básico (iniciado con pie izquierdo)".

### Primera
Aire de minué
- 1. Avance y saludo (4 compases).
- 2. Retroceso y saludo (4 c.).
- 3. Media vuelta y saludo (4 c.).
- 4. Media vuelta y saludo (4 c.).

Aire de gato
- 5. Vuelta entera (8 c.).
- 6. Giro (4 c.).
- 7. Contragiro (4 c.).
- 8. Zapateo y zarandeo (4 c.).
- 9. Giro (4 c.).
- 10. Contragiro y saludo (4 c.).

Aire de minué
- 11. Avance y saludo (4 c.).
- 12. Retroceso y saludo (4 c.).
- 13. Saludo final al público (2 c.).

### Segunda
Es igual a la primera.